# Bonellia pringlei
Bonellia pringlei är en viveväxtart som först beskrevs av Harley Harris Bartlett, och fick sitt nu gällande namn av B. Ståhl, Källersjö. Bonellia pringlei ingår i släktet Bonellia och familjen viveväxter. Inga underarter finns listade i Catalogue of Life.